# Heraclia adulatrix
Heraclia adulatrix là một loài bướm đêm trong họ Noctuidae.